# Robert Hoyzer
Robert Hoyzer  (Berlim, 28 de Agosto de 1979) é um ex-árbitro de futebol alemão.

## Biografia
Hoyzer, cujo pai foi também árbitro, cresceu no bairro de Berlin-Spandau. Matriculou-se na Universidade de Ciências Aplicadas em Salzgitter para estudo da gestão do desporto, que, no entanto, abandonou.
Desde o início da temporada 2002/03, Hoyzer estava na lista de árbitros da Federação Alemã de Futebol (DFB) e dirigiu até ter sido suspenso por corrupção (manipulação de jogos) um total de doze jogos da Segunda Divisão, também encontra em Copa e no "Regionalliga". Em 2009 foi condenado a dois anos e cinco meses de prisão por corrupção no futebol europeu, sendo o principal o referente ao Bundesliga (jogo de futebol) em 2005.